# St. Canisius (Großhadern)

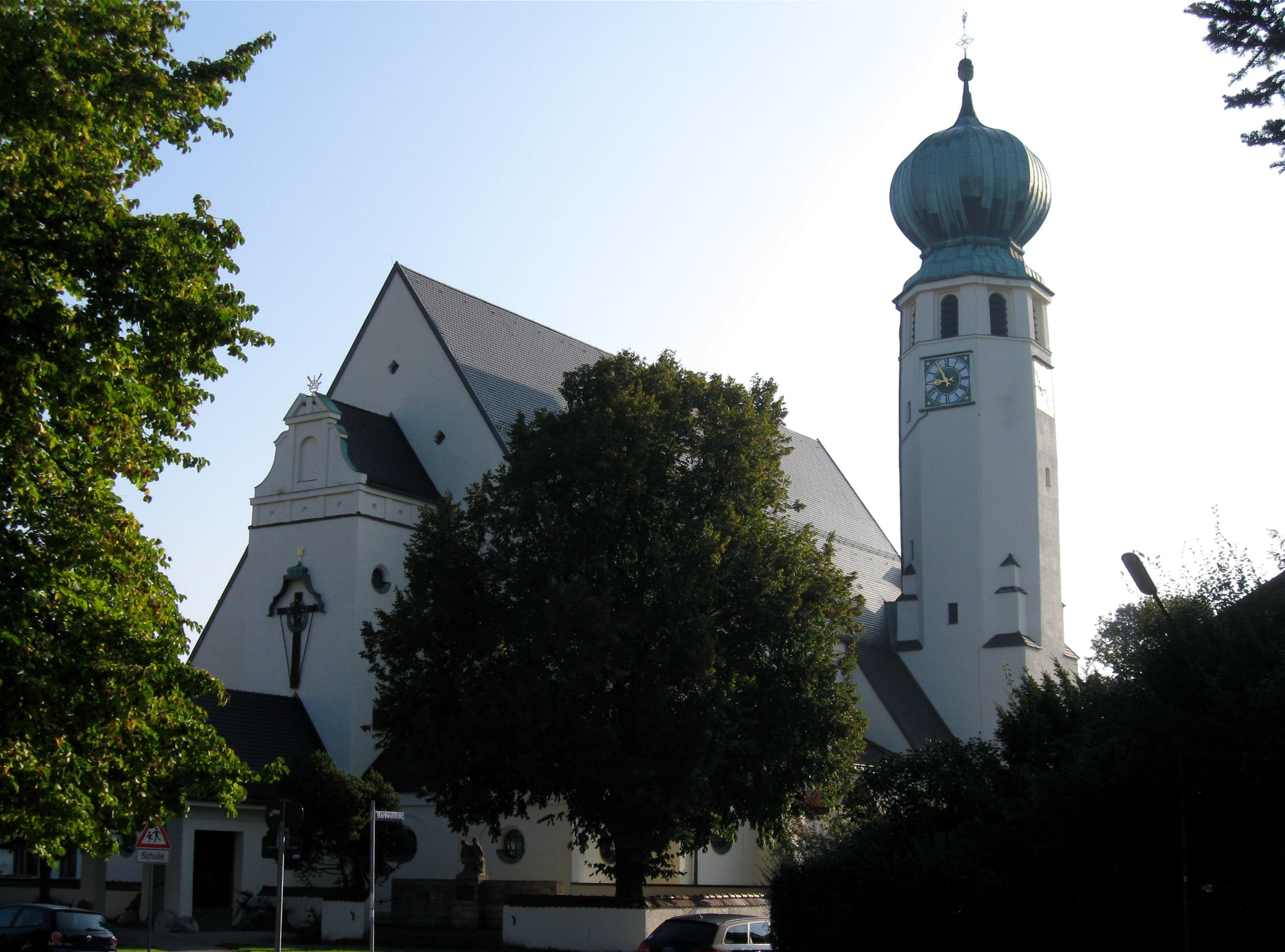
St. Canisius

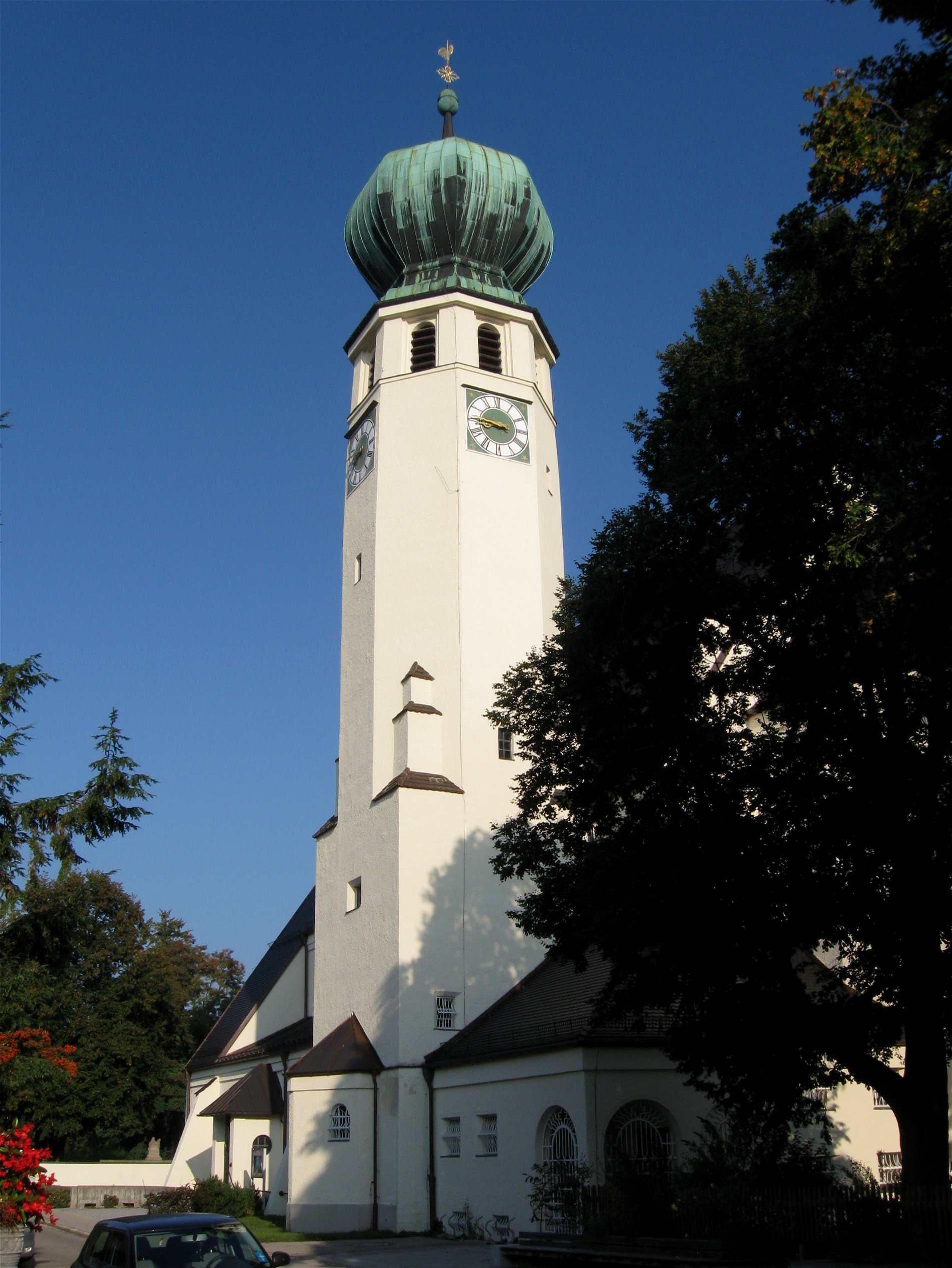
St. Canisius

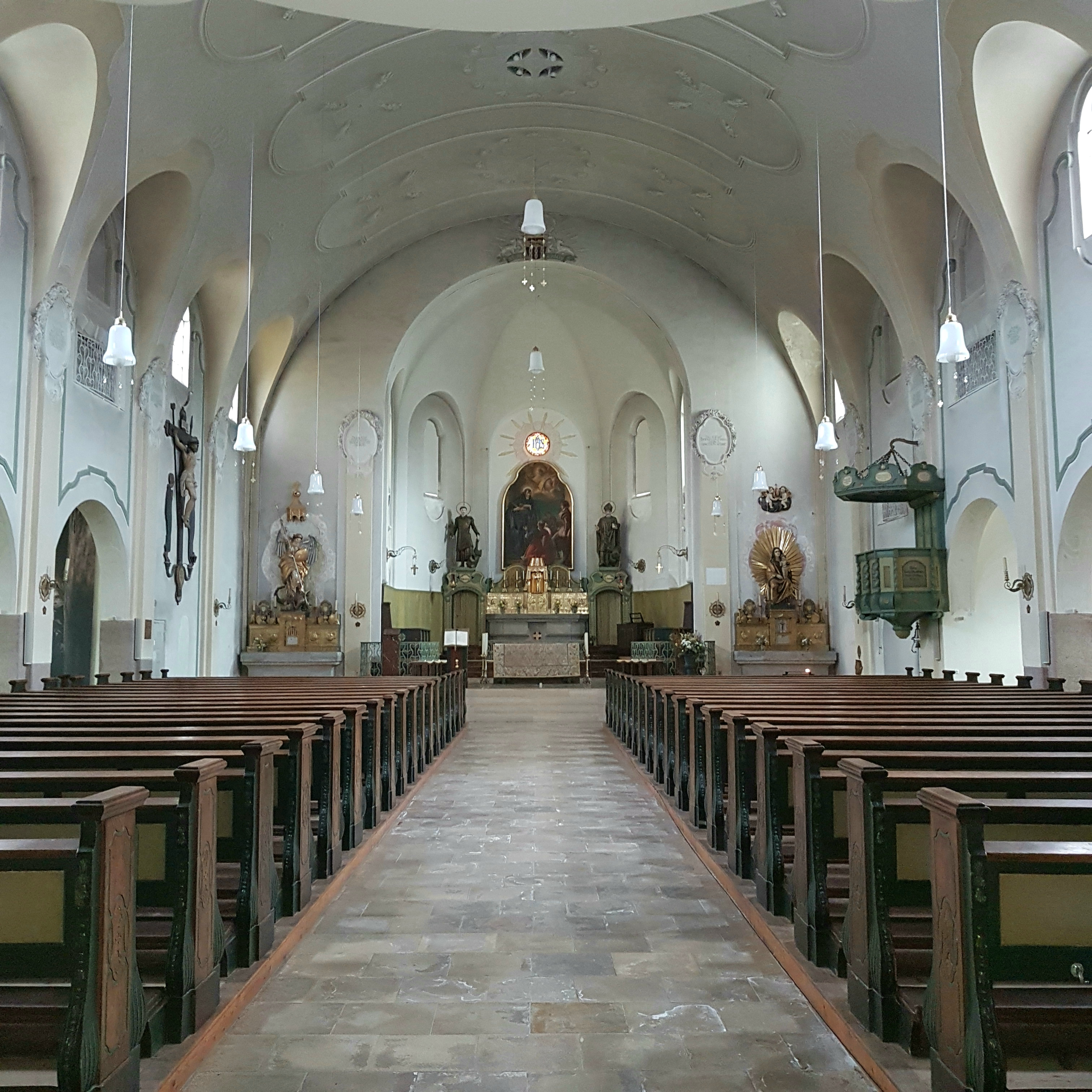
Innenraum mit Blick zum Chor

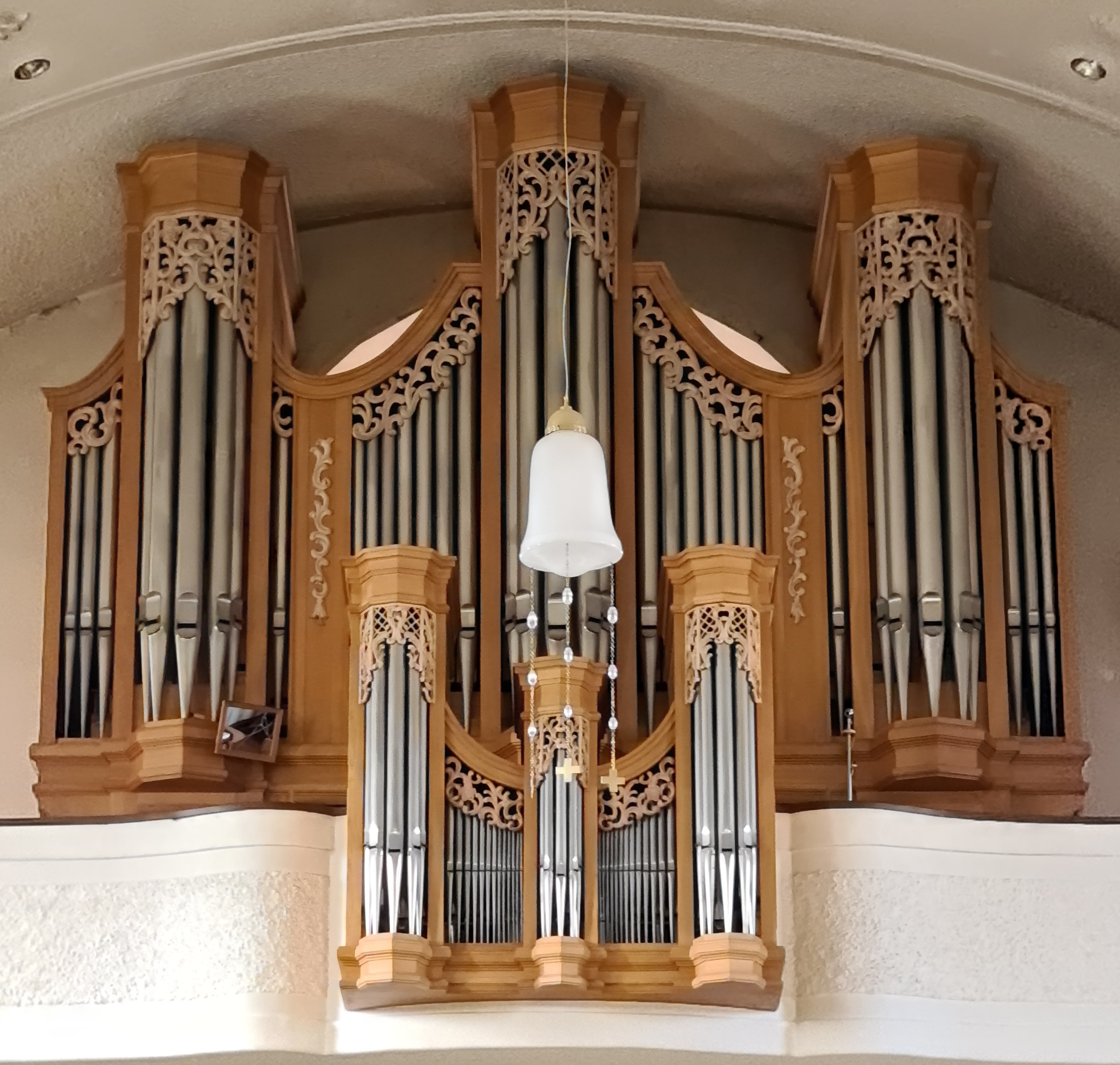
Orgel

St. Canisius ist eine katholische Pfarrkirche im Münchener Stadtteil Großhadern. Patron der Kirche ist der deutsche Jesuitenpater Petrus Canisius, der am 21. Mai 1925 in Rom von Papst Pius XI. heiliggesprochen worden ist.

## Geschichte
Im Jahre 1924 beschloss die Kirchenverwaltung den Neubau einer Kirche in Hadern und beauftragte den Münchner Architekten Franz Rank mit der Planung einer „einfach ausgestatteten, geräumigen“ Kirche. In seinem eklektischen Entwurf integriert Rank Bauformen der Gotik und des Barock. Der Bau ist eine einschiffige Halle mit gotisierendem Spitzbogengewölbe, barockisierender Wandgliederung und einer zweigeschossigen Orgelempore an der Westseite. Mobiliar der Kirche, wie Haupt- und Seitenaltäre, Kanzel und Orgelprospekt sind an den Formen des Barock orientiert.
Am 5. Juli 1925 wurde der Grundstein gelegt, am 3. November war Richtfest. Wegen finanzieller Probleme konnte u. a. von dem ursprünglich geplanten Altar nur das Altarbild von Waldemar Kolmsperger (1928) mit der Darstellung des Kirchenpatrons verwirklicht werden und die Kirche erhielt insgesamt eine schlichtere Ausstattung als geplant. Am 29. August 1926 wurde die Kirche von Kardinal Faulhaber geweiht.
Im Zweiten Weltkrieg wurde die Kirche von Brandbomben getroffen, die Brände konnten jedoch schnell gelöscht werden. 1947 wurde St. Canisius renoviert. Die Unterkirche, die ursprünglich als Werktagskapelle geplant war, wurde u. a. als Bücherei, Gruppenraum für die Jugend und Erwachsene, für Proben des Kirchenchors und gelegentliche Vorträge genutzt.
Um 1990 wurde die Turmspitze erneuert, die während der Luftangriffe im Zweiten Weltkrieg leicht beschädigt worden war, wodurch es zum Einsickern von Wasser kam, das die Eichenunterkonstruktion verfaulen ließ. Der Turmhelm in Form einer barocken Zwiebelhaube wurde ersetzt und ein neuer Wetterhahn, ein vergoldetes Kreuz und eine neue Verblechung angebracht. 2009 wurde das gesamte Dach der Kirche St. Canisius renoviert.
In der Glockenstube hängt ein dreistimmiges Te Deum Geläute des Bochumer Vereins aus dem Jahr 1926 in Schlagtonfolge h0 - d1 - e1, welches von den Wirtsleuten Filser gestiftet wurde.

## Orgel
Die Orgel wurde 1983 von dem Orgelbauer Josef Garhammer (Weilheim) erbaut. Das Schleifladeninstrument hat 38 Register (ca. 2400 Pfeifen) auf drei Manualen und Pedal. Die Spiel- und Registertrakturen sind mechanisch.
| I Rückpositiv C–f3 |       |
| Metallgedeckt      | 8′    |
| Quintade           | 8′    |
| Prinzipal          | 4′    |
| Rohrflöte          | 4′    |
| Sesquialtera II    | 2 ⁄3′ |
| Oktave             | 2′    |
| Quinte             | 1 ⁄3′ |
| Scharff III-IV     | 1′    |
| Cromorne           | 8′    |
| Tremulant          |       |

| II Hauptwerk C–f3 |       |
| Bordun            | 16′   |
| Prinzipal         | 8′    |
| Rohrflöte         | 8′    |
| Oktave            | 4′    |
| Spillpfeife       | 4′    |
| Quinte            | 2 ⁄3′ |
| Oktave            | 2′    |
| Cornett III       | 2 ⁄3′ |
| Mixtur IV-V       | 1 ⁄3′ |
| Trompete          | 8′    |

| III Brustwerk C–f3 |        |
| Holzgedeckt        | 8′     |
| Salizional         | 8′     |
| Vox coelestis      | 8′     |
| Blockflöte         | 4′     |
| Nasard             | 2 ⁄3′  |
| Waldflöte          | 2′     |
| Terz               | 1 3⁄5′ |
| Querpfeife         | 1′     |
| Regal              | 8′     |
| Tremulant          |        |

| Pedal C–f1      |       |
| Prinzipal       | 16′   |
| Subbass         | 16′   |
| Oktavbass       | 8′    |
| Gedecktbass     | 8′    |
| Choralbass      | 4′    |
| Nachthorn       | 2′    |
| Rauschpfeife IV | 2 ⁄3′ |
| Posaune         | 16′   |
| Trompete        | 8′    |
| Clairon         | 4′    |

- Koppeln:  I/II, I/P, II/P,